# Stafford (Anglaterra)
Stafford (pronunciat /ˈstæfəd/) és una ciutat d'Anglaterra, capital del comtat de Staffordshire, a la regió de West Midlands. Es troba aproximadament a 26 km al nord de Wolverhampton i a 29 km al sud de Stoke-on-Trent. La població del municipi, segons el cens de 2001, era de 63.681 habitants.

## Localització
La paraula Stafford està formada per ford («gual») i staithe («moll») i té sentit perquè el primer poblat que va originar aquesta ciutat es va establir a prop d'un gual del riu Sow, on hi havia un arenal i al marge del riu que servia per desembarcar o fer de dàrsena. El paisatge ha canviat amb el pas dels anys però encara hi ha una extensa àrea de maresme cap al nord-oest de la ciutat que sovint es nega quan el riu va crescut, com va passar l'any 1947, o el 2000 i el 2007. El riu Sow és un afluent del Trent.

## Història
Segons la llegenda Stafford va ser fundada al voltant de l'any 700 per un príncep de Mèrcia anomenat Bertelin que, segons diu la tradició, vivia com a ermità en una península del riu, que s'anomena Betheney o Bethnei. Fins fa poc es pensava que les restes d'una creu de fusta que es van trobar sota les restes de la capella de sant Bertelin, al costat de l'església de Santa Maria al centre de la ciutat, era d'aquella època. Un estudi més acurat fet recentment va mostrar que en realitat eren les restes d'un taüt de l'època d'Æthelflæd, trobat al burg vers l'any 913, i aquest taüt probablement no era cap relíquia ni objecte de veneració, ni tenia res a veure amb sant Bertelin. Tampoc hi ha cap notícia als cànons de l'església sobre l'existència d'aquest sant, per tant la veritable fundadora, des del punt de vista històric, seria Æthelflæd.
Æthelflæd, després de la mort del seu pare i del seu marit, va ser la governant de Mèrcia (911-918) i va decidir instal·lar en aquest lloc, on era fàcil desembarcar, una sitja per guardar el gra que cada camperol del seu país havia de pagar com a contribució i llavors ella el distribuïa o el venia segons les necessitats. Per protegir millor aquest bé comunal va fer construir una muralla i així es va crear el burg de Stafford. Dins del burg es van muntar tallers de terrissaires que després venien els seus productes per les Midlands de l'Oest. Ella va continuar la tasca iniciada pel pare: construir ciutats fortificades de la frontera com a estratègia per defensar-se dels atacs vikings. Dins d'aquest pla entraven els burgs de: Stafford, Tamworth i Runcorn (al nord i a l'oest) i el seu germà menor, Eduard el Vell, va fer fortificar-ne altres a l'est.
Dels estudis arqueològics se sap que Stafford a més de produir terrissa, subministrava aliments per l'exèrcit: embotit, pa i altres aliments fets amb cereals. A més s'hi produïen monedes i armes. Administrativament pertanyia al hundred de Pirehill.

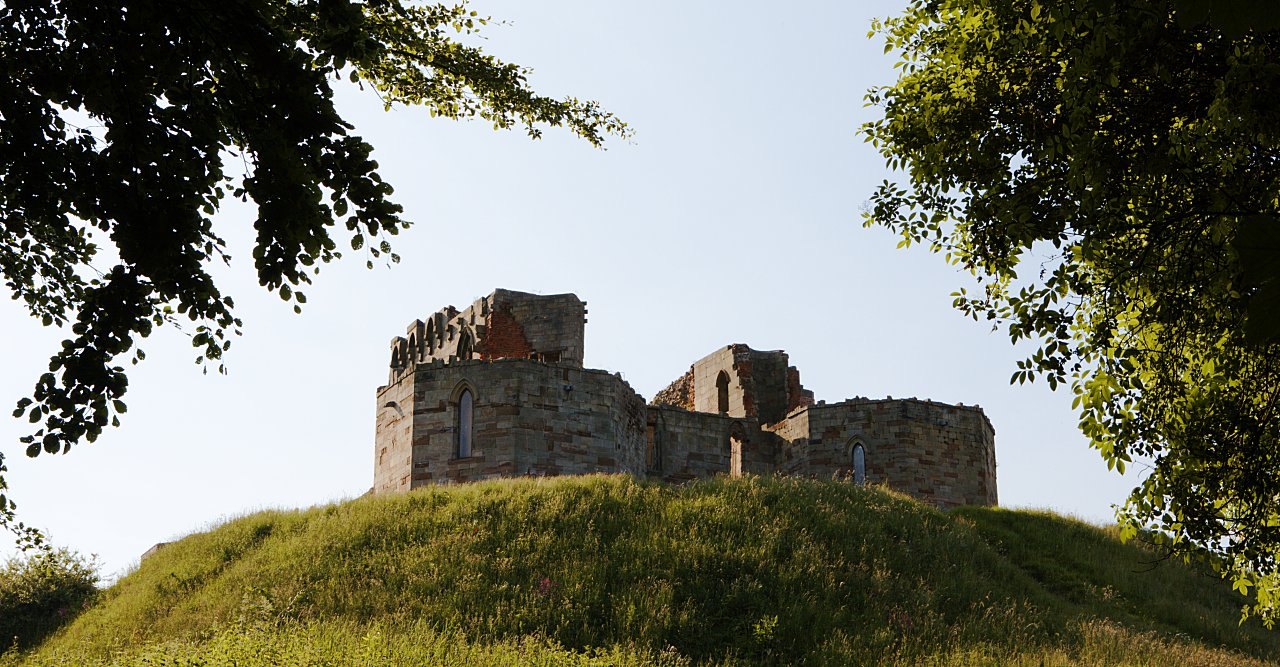
Ruïnes del castell de Stafford

El 1069 una rebel·lió, comandada per Eadric el Salvatge contra la conquesta normanda d'Anglaterra, va culminar en una batalla a Stafford. Dos anys després Edwin de Mèrcia va començar una altra rebel·lió i hi va morir, per tant les seves terres van ser repartides entre els partidaris de Guillem el Conqueridor. Un terç de les terres de Stafford van ser concedides a Robert de Tonei. Aquest senyor s'hi va fer construir un castell però durant un temps va suprimir totes les altres activitats del burg, llevat de l'encunyació de moneda.
Al segle xii es va construir un senzill castell de mota a l'oest de la península, de cara al castell de pedra, per controlar el gual. Es van establir tallers tot al voltant d'aquesta península i a poc a poc es van reprendre els negocis. El rei Joan sense terra va concedir una carta de llibertats el 1209 que donava permís per crear-hi una fira i mercat. Es mercadejava sobretot amb teixits de llana. Aquesta prosperitat va durar fins al segle xiv quan va arribar una epidèmia de pesta negra, malaltia que es va tornar a atacar la població al segle xvi.
El 1399 el rei Ricard II d'Anglaterra va anar pels carrers de la ciutat en qualitat de presoner, portat per les tropes d'Enric de Bolingbroke (més endavant Enric IV). Quan el rei Jaume I va visitar Stafford va quedar impressionat pels edificis i el bullici i va exclamar que semblava una «petita Londres». Carles I va fer una breu estada de tres dies al començament de la guerra civil. Després va haver una batalla als afores de Stafford, en un indret anomenat Hopton Heath, després del qual els parlamentaris van muntar setge a la ciutat i se'n van apoderar. El 1658 la ciutat va escollir John Bradsaw com a representant en el judici que va declarar la mort del rei Carles I. Anys després William Howard, 1r vescomte de Staford va ser acusat en fals d'estar implicat en el complot per assassinar Carles II (Popish Plot). Cinc anys després de morir decapitat, van netejar la reputació de Howard, reconeixent que havia estat una acusació falsa.
Al segle xviii el famós escriptor irlandès Richard Brinsley Sheridan va representar Stafford al parlament. En aquesta època va néixer a la ciutat una indústria dedicada al calçat amb producció mecanitzada. Durant uns anys va ser un negoci pròsper però a poc a poc va perdre competitivitat i la darrera fàbrica va tancar el 2008.
L'any 1837 la companyia Grand Junction Railway va construir la primera línia de ferrocarril que parava a Stafford i que formava part del trajecte de Birmingham a Warrington; des de Warrington enllaçava amb una altra línia amb Liverpool i Manchester. Des de Birmingham es podia viatjar a Londres. Altres companyies van proporcionar més enllaços i això va fer de Stanord una ciutat ben comunicada, cosa que va atreure més indústria. El 1875 es va fundar una empresa fabricant de locomotores, que en va arribar a fer 1.660 comptant les de vapor i les de motor diesel.
El 31 de març del 2006 es va celebrar els 800 anys de la fundació de Stafford, esdeveniment al qual va assistir la reina Elisabet II. El 2013, amb motiu dels 1.100 anys es va fer una exposició sobre la història de la ciutat.

## Clima
El clima a Staffod és temperat del tipus marítim, amb estius frescos i hiverns suaus. L'estació meteorològica més propera està a Penkridge, a unes 5 milles cap al sud.
| Dades climàtiques a Stafford 101 msnm, 1971-2000 | Dades climàtiques a Stafford 101 msnm, 1971-2000 | Dades climàtiques a Stafford 101 msnm, 1971-2000 | Dades climàtiques a Stafford 101 msnm, 1971-2000 | Dades climàtiques a Stafford 101 msnm, 1971-2000 | Dades climàtiques a Stafford 101 msnm, 1971-2000 | Dades climàtiques a Stafford 101 msnm, 1971-2000 | Dades climàtiques a Stafford 101 msnm, 1971-2000 | Dades climàtiques a Stafford 101 msnm, 1971-2000 | Dades climàtiques a Stafford 101 msnm, 1971-2000 | Dades climàtiques a Stafford 101 msnm, 1971-2000 | Dades climàtiques a Stafford 101 msnm, 1971-2000 | Dades climàtiques a Stafford 101 msnm, 1971-2000 | Dades climàtiques a Stafford 101 msnm, 1971-2000 |
| Mes                                              | gen                                              | febr                                             | març                                             | abr                                              | maig                                             | juny                                             | jul                                              | ag                                               | set                                              | oct                                              | nov                                              | des                                              | anual                                            |
| ------------------------------------------------ | ------------------------------------------------ | ------------------------------------------------ | ------------------------------------------------ | ------------------------------------------------ | ------------------------------------------------ | ------------------------------------------------ | ------------------------------------------------ | ------------------------------------------------ | ------------------------------------------------ | ------------------------------------------------ | ------------------------------------------------ | ------------------------------------------------ | ------------------------------------------------ |
| Màxima mitjana °C (°F)                           | 6.5 (43.7)                                       | 6.9 (44.4)                                       | 9.5 (49.1)                                       | 12.0 (53.6)                                      | 15.7 (60.3)                                      | 18.4 (65.1)                                      | 21.1 (70)                                        | 20.8 (69.4)                                      | 17.5 (63.5)                                      | 13.5 (56.3)                                      | 9.5 (49.1)                                       | 7.4 (45.3)                                       | 13.3 (55.9)                                      |
| Mínima mitjana °C (°F)                           | 1.0 (33.8)                                       | 1.0 (33.8)                                       | 2.5 (36.5)                                       | 3.5 (38.3)                                       | 6.2 (43.2)                                       | 8.9 (48)                                         | 11.1 (52)                                        | 10.9 (51.6)                                      | 9.0 (48.2)                                       | 6.4 (43.5)                                       | 3.3 (37.9)                                       | 1.8 (35.2)                                       | 5.5 (41.9)                                       |
| Precipitació mitjana mm (polzades)               | 62.7 (2.469)                                     | 44.4 (1.748)                                     | 51.2 (2.016)                                     | 48.5 (1.909)                                     | 52.7 (2.075)                                     | 59.3 (2.335)                                     | 46.7 (1.839)                                     | 57.7 (2.272)                                     | 63.6 (2.504)                                     | 60.5 (2.382)                                     | 62.0 (2.441)                                     | 66.8 (2.63)                                      | 676.0 (26.614)                                   |
| Mitjana mensual d'hores de sol                   | 45.3                                             | 59.0                                             | 89.9                                             | 129.9                                            | 179.5                                            | 160.8                                            | 183.5                                            | 168.6                                            | 122.1                                            | 94.6                                             | 58.5                                             | 38.4                                             | 1.330,1                                          |
|                                                  |                                                  |                                                  |                                                  |                                                  |                                                  |                                                  |                                                  |                                                  |                                                  |                                                  |                                                  |                                                  |                                                  |

## Economia
Des del 1903, la principal activitat ha estat l'enginyeria elèctrica i en particular la producció de transformadors i central elèctriques. Aquesta feina ha estat portada successivament per les empreses: Siemens, English Electric, GEC i GEC Alsthom. Alstom T&D va vendre els seus drets l'any 2004 a Areva. Al final del 2009, Areva Ltd es va dividir en Alstom i Schneider Electric. Cada transformador pesa diversos centenars de tones i s'ha de transportar amb vehicles especials a velocitat lenta. L'accident de ferrocarril del 1968 a Hixon, va ser causat quan un tren exprés va xocar contra un camió que transportava un d'aquests transformadors quan passava per un pas a nivell i no va tenir prou temps per travessar la via.
El sector de serveis ofereix molts llocs de treball a Stafford, ja que és la capital del comtat: hi ha les oficines del comtat, el consell municipal, la policia del comtat, la presó, l'hospital del comtat, entre altres serveis. Aquesta ciutat és la llar del campus científic de tecnologia de la informació de la Universitat de Staffordshire. També són importants l'escola d'empresarials i l'escola d'infermeria.
Els petits comerços són una altra part de l'economia local, i a més, hi ha diversos centres comercials.
Stafford és en algunes parts una ciutat dormitori, ja que molts residents viuen aquí però treballen a Stoke-on-Trent i a Birmingham.

## Llocs d'interès

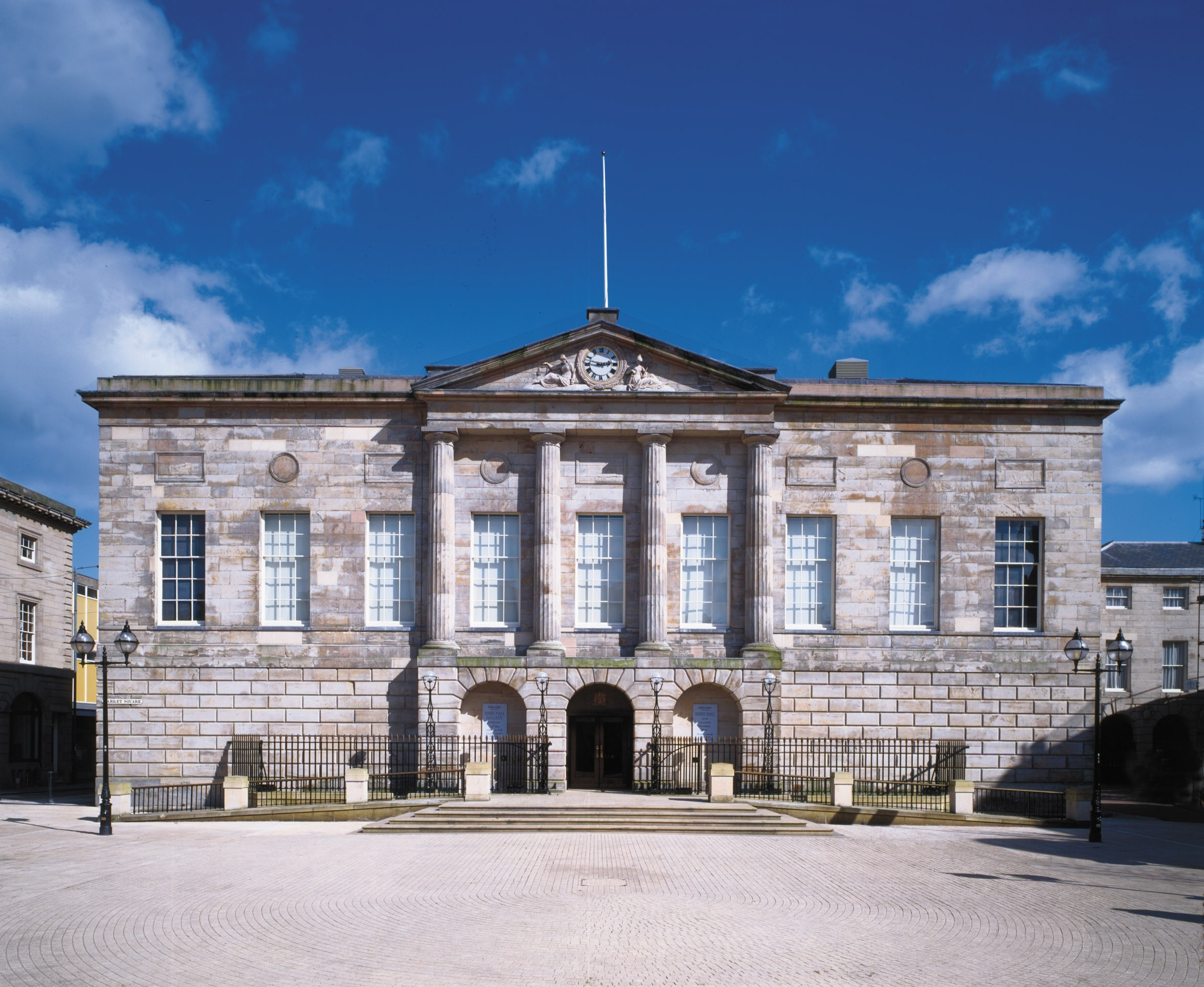
Shire Hall

- L'Ancient High House («antiga casona»), un gran edifici d'època elisabetiana amb entramat de fusta, actualment un museu.
- El castell de Stafford, iniciat en arquitectura normanda però reconstruït al segle xix en estil neogòtic.
- L'església de St Chad, del segle xii, ricament decorada en el seu interior per artesans arribats d'orient amb els cavallers croats.
- La col·legiata de Santa Maria, del segle xiii, amb una torre octogonal, que va ser restaurada el 1842 i que sembla més aviat dues esglésies en una perquè té una part per als feligresos (la nau central) i la resta per als canonges.
- El Shire Hall Gallery, un antic saló de justícia construït el 1798 que ara fa de galeria d'art i exposicions.
- La Shugborough Hall, una mansió a 6,4 km del centre, que va ser la residència dels comtes de Lichfield, però que actualment és patrimoni públic i es pot visitar.
- La Sandon Hall una altra mansió a 8 km al nord, que és la residència del comte de Harrowby.
- El parc Victòria creat el 1908 amb 53.000 m²

## Esports

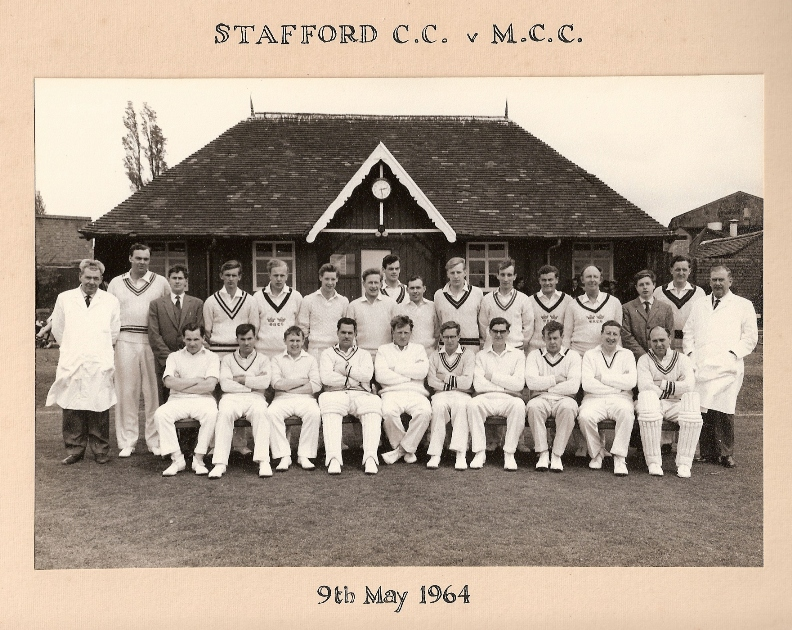
Foto de record de la competició de criquet del 1964.

- Hi ha tres equips de futbol, cap d'ells juga en la lliga professional: Stafford Rangers F.C, Brocton F.C. i Stafford Town F.C.
- Dos equips de rugbi.
- Un camp de criquet i d'hoquei, que es va fundar el 1864.
- Un camp de golf de 9 forats.
- Una camp de tir i dues associacions anomenades: Post Office Rifle i Pistol Club.

## Nadius il·lustres
- Izaac Walton (1594–1683), escriptor.
- Dave Follows (1941–2003), dibuixant de còmics.

## Ciutats agermanades
Stafford té relacions d'agermanament amb:
- Tarragona (Catalunya)
- Dreieich (Alemanya)
- Belfort (França)
- Stafford (Virgínia) (EUA)
- Skarżysko-Kamienna (Polònia)